# Нашийникова змія поцяткована
Нашийникова змія поцяткована (Diadophis punctatus) — єдиний представник неотруйного роду Нашийникова змія змій родини Вужеві. Має 13 підвидів.

## Опис
загальна довжина коливається від 25 до 75 см. Голова маленька. Тулуб витончений, стрункий. Колір коливається від світло—сірого до чорного й майже завжди позаду голови є яскрава жовта або помаранчева смуга. Черево помаранчеве, а хвіст знизу червоний. У збудженому стані змія піднімає згорнутий в кільце хвіст, демонструючи яскраве забарвлення.

## Спосіб життя
Полюбляє вологі ділянки. Потайлива, часто ховається під колодами й сміттям. Активна вночі. Харчується хробаками, слимаками, комахами, дрібними плазунами та амфібіями. Для захисту використовує свою схожість із витонченим кораловим аспідом.
Це яйцекладна змія. Самиця відкладає до 10 яєць.

## Розповсюдження
Мешкає у Північній Америці.

## Підвиди
- Diadophis punctatus acricus
- Diadophis punctatus amabilis
- Diadophis punctatus anthonyi
- Diadophis punctatus arnyi
- Diadophis punctatus dugesii
- Diadophis punctatus edwardsii
- Diadophis punctatus modestus
- Diadophis punctatus occidentalis
- Diadophis punctatus pulchellus
- Diadophis punctatus punctatus
- Diadophis punctatus regalis
- Diadophis punctatus similis
- Diadophis punctatus stictogenys
- Diadophis punctatus vandenburghii